# Faulenbach (Elta)
Der Faulenbach ist ein 8 km langer linker und nördlicher Zufluss der zur Donau fließenden Elta in Baden-Württemberg.

## Geographie

### Verlauf
Der Faulenbach entspringt im Dürbheimer Moos, etwa einen Kilometer westlich der Gemeinde Dürbheim an der Gemeindegrenze zum jenseits der Europäischen Hauptwasserscheide liegenden Balgheim, um welches das Quellgebiet des Neckar-Zuflusses Prim liegt. In einem breiten Tal zieht der Faulenbach südwärts, durchquert dabei das Dorf Rietheim und passiert am Ostrand das Dorf Weilheim der Gemeinde Rietheim-Weilheim. Er erreicht dann Wurmlingen. Dort fließt er südlich der Ortsmitte nach 8,0 km von links in die Elta ein, die nur gut zwei Kilometer weiter abwärts in die Donau mündet.

## Einzugsgebiet
Große Teile des Bachlaufs und der östliche Teil des zu dieser Seite hin meist schmäleren, insgesamt 28,4 km² großen Einzugsgebietes liegen im Naturpark Obere Donau. Der größte Teil des naturräumlich zur Teileinheit Baar-Alb und Oberes Donautal der Schwäbischen Alb zählenden Einzugsgebietes liegt in Wasserschutzgebieten. Am Nordostrand liegt ein Streifen des Landschaftsschutzgebietes Dürbheimer Berg innerhalb. Das 54 Hektar große Naturschutzgebiet Dürbheimer Moos umfasst die Talniederung von vor dem Egelsee bis zu den alten Fischteichen südlich von Dürbheim.

## Zuflüsse und Seen
Von der Quelle zur Mündung. Auswahl.
- Durchfließt den Egelsee westlich von Dürbheim, 7,3 ha
- Mühlbach, von links und Nordosten aus Dürbheim, 1,7 km
- Passiert alte Fischteiche links am Lauf südlich von Dürbheim, mit Abstand größter mit 0,9 ha
- Bärengraben, von rechts und Westen im nördlichen Würmlingen, 1,8 km